# Natività di Gesù (Giotto)
La Natività di Gesù è un affresco (200×185 cm) di Giotto, databile al 1303-1305 circa e facente parte del ciclo della Cappella degli Scrovegni a Padova. È compresa nelle Storie di Gesù del registro centrale superiore, nella parete destra guardando verso l'altare.

## Descrizione e stile
Come fonti delle scene Giotto usò i Vangeli, il Protovangelo di Giacomo e la Leggenda Aurea di Jacopo da Varazze.
Un paesaggio roccioso fa da sfondo alla scena della Natività, tutta incentrata in primo piano. Maria è infatti distesa su un declivio, coperto da una struttura lignea, e ha appena partorito Gesù, mettendolo, già fasciato, nella mangiatoia; l'aiuta un'inserviente, davanti alla quale spuntano il bue e l'asinello. Giuseppe sta accovacciato in basso dormiente, come tipico dell'iconografia tesa a sottolineare il suo ruolo non attivo nella procreazione; la sua espressione è incantata e sognante. Il manto di Maria, un tempo azzurro lapislazzuli steso a secco, è andato oggi in larga parte perduto, scoprendo la stesura sottostante della veste rossa. A destra si svolge l'annuncio ai pastori, in questo caso solo due, raffigurati di spalle vicini al loro gregge, mentre dall'alto un angelo li istruisce sull'evento miracoloso. Altri quattro angeli volano sopra la capanna e rivolgono gesti di preghiera al fanciullo appena nato e a Dio nei cieli. 
Originale è il taglio prospettico dell'architettura, capace di rinnovare la statica tradizione bizantina dell'iconografia. Solide sono le figure, soprattutto quella della Madonna e quella di Giuseppe, che fanno pensare a modelli scultorei di Giovanni Pisano. La tensione della Madonna nell'azione e la delicatezza che essa rivolge al figlio sono brani di grande poesia, che sciolgono in un'atmosfera umana e affettuosa il racconto sacro. L'inserimento delle figure nello spazio è efficacemente risolto e gli atteggiamenti sono spontanei e sciolti, anche negli animali. 
Delicate sono le tonalità dei colori, che spiccano sull'azzurro del cielo (in questo caso danneggiato) armonizzandosi con le altre scene della cappella.

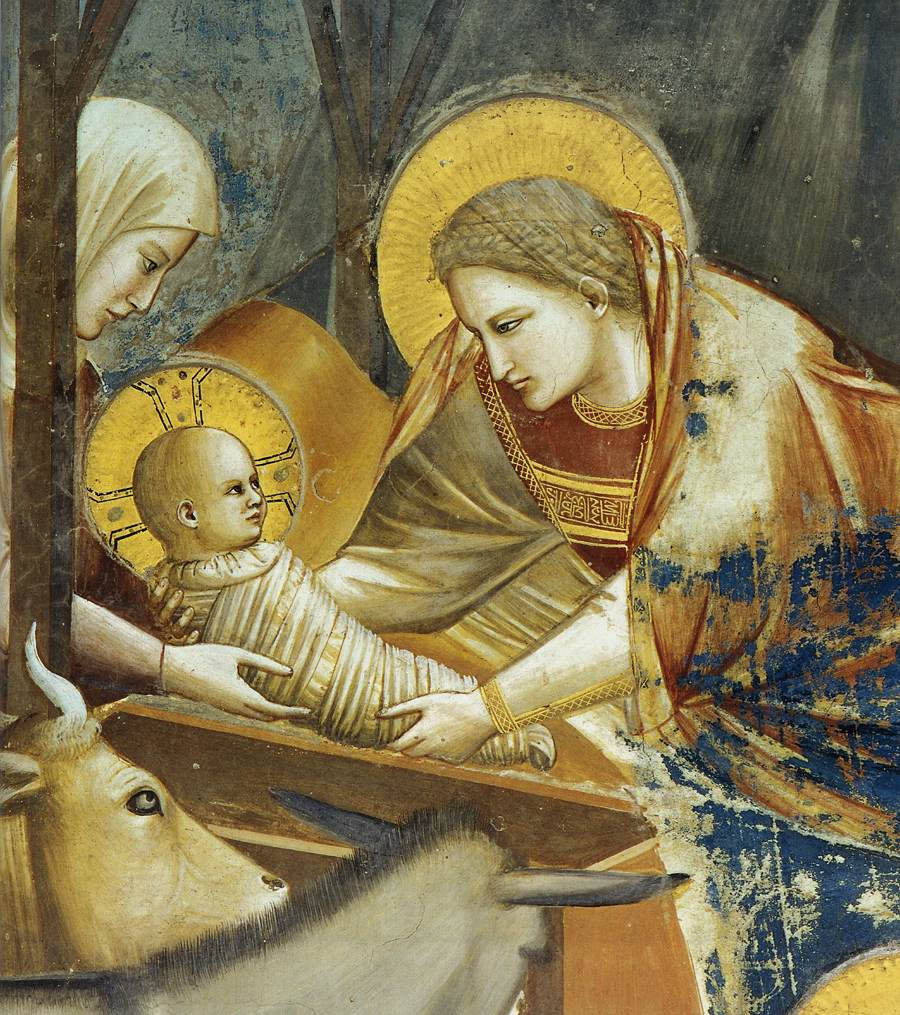
Dettaglio
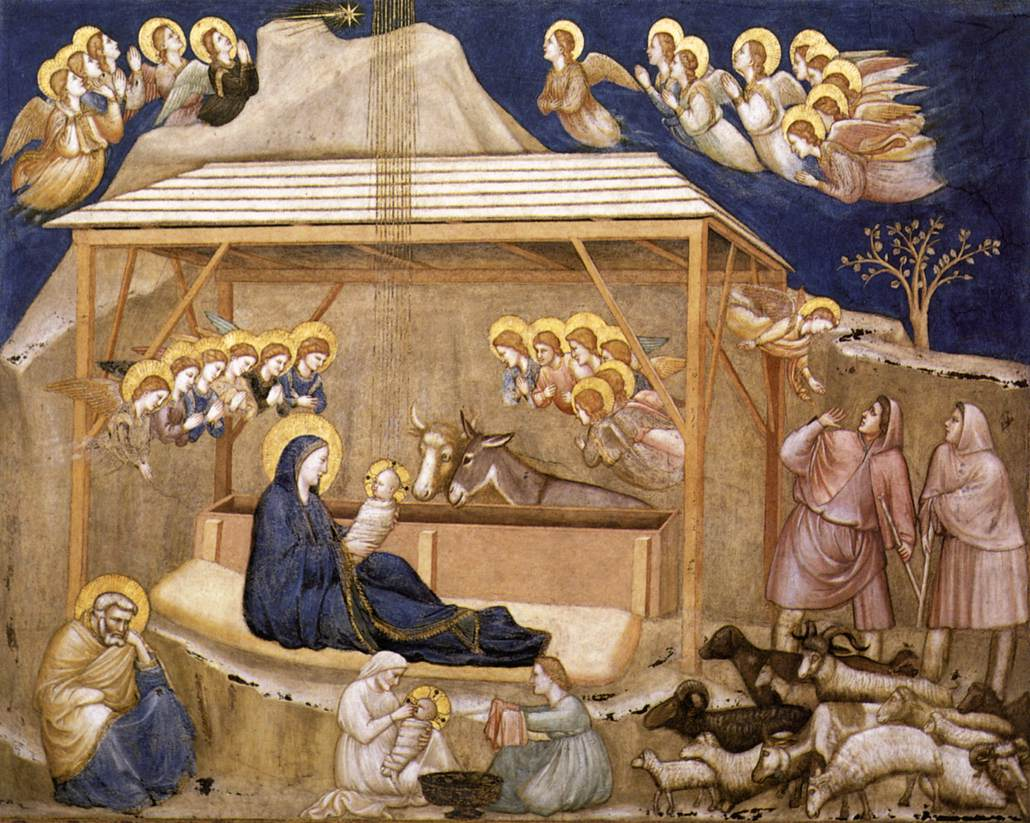
La Natività di Giotto e bottega nel transetto destro della basilica inferiore di Assisi
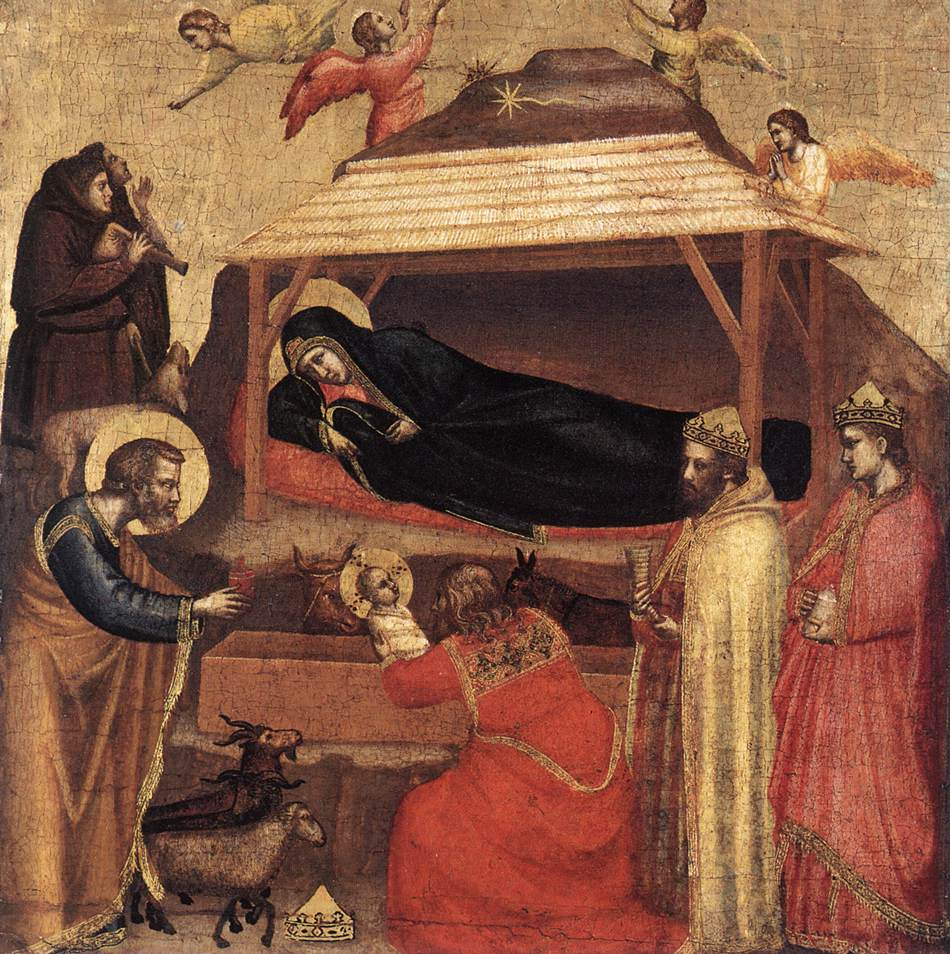
Tavoletta con la Natività nel Metropolitan Museum (1320-1325 circa)